# Mimoclystia bambusarum
Mimoclystia bambusarum är en fjärilsart som beskrevs av Claude Herbulot 1988. Mimoclystia bambusarum ingår i släktet Mimoclystia och familjen mätare. Inga underarter finns listade i Catalogue of Life.